# توني سيلفا (لاعب كرة قدم غيني بيساو)
توني بريتو سيلفا سا (بالبرتغالية: Toni Silva‏) (مواليد 15 سبتمبر 1993) هو لاعب كرة قدم غيني بيساوي محترف، يلعب حاليًا كلاعب وسط مع نادي الاتحاد السكندري.

## الأهداف الدولية
أهداف غينيا بيساو تظهر على اليمين.
| م  | التاريخ      | الملعب                             | الخصم  | الهدف | النتيحة | المنافسة                                              |
| -- | ------------ | ---------------------------------- | ------ | ----- | ------- | ----------------------------------------------------- |
| 1. | 4 يونيو 2016 | ملعب 24 سبتمبر، بيساو، غينيا بيساو | زامبيا | 3–2   | 3–2     | تصفيات كأس الأمم الأفريقية لكرة القدم 2017 المجموعة ر |

## إحصائيات
آخر تحديث 31 مايو 2015.
| النادي                       | الموسم   | الدوري                          | الدوري | الدوري | الكأس المحلي | الكأس المحلي | كأس الدوري | كأس الدوري | البطولات القارية | البطولات القارية | المجموع | المجموع |
| النادي                       | الموسم   | القسم                           | ظهور   | أهداف  | ظهور         | أهداف        | ظهور       | أهداف      | ظهور             | أهداف            | ظهور    | أهداف   |
| ---------------------------- | -------- | ------------------------------- | ------ | ------ | ------------ | ------------ | ---------- | ---------- | ---------------- | ---------------- | ------- | ------- |
| ليفربول                      | 2010–11  | الدوري الإنجليزي الممتاز        | 0      | 0      | 0            | 0            | 0          | 0          | 0                | 0                | 0       | 0       |
| ليفربول                      | 2011–12  | الدوري الإنجليزي الممتاز        | 0      | 0      | 0            | 0            | 0          | 0          | 0                | 0                | 0       | 0       |
| ليفربول                      | المجموع  | المجموع                         | 0      | 0      | 0            | 0            | 0          | 0          | 0                | 0                | 0       | 0       |
| نورثامبتون تاون (إعارة)      | 2011–12  | الدوري الإنجليزي الدرجة الثانية | 14     | 1      | 0            | 0            | 0          | 0          | —                | —                | 14      | 1       |
| بارنسلي                      | 2012–13  | دوري البطولة الإنجليزية         | 1      | 0      | 0            | 0            | 0          | 0          | —                | —                | 1       | 0       |
| داجنهام أند ريدبريدج (إعارة) | 2012–13  | الدوري الإنجليزي الدرجة الثانية | 4      | 0      | 0            | 0            | 0          | 0          | —                | —                | 4       | 0       |
| سسكا صوفيا                   | 2013–14  | الدوري البلغاري الممتاز         | 15     | 3      | 0            | 0            | —          | —          | —                | —                | 15      | 3       |
| سسكا صوفيا                   | 2014–15  | الدوري البلغاري الممتاز         | 27     | 5      | 1            | 1            | —          | —          | 2                | 0                | 30      | 6       |
| سسكا صوفيا                   | المجموع  | المجموع                         | 42     | 8      | 1            | 1            | 0          | 0          | 2                | 0                | 45      | 9       |
| الإجمالي                     | الإجمالي | الإجمالي                        | 61     | 9      | 1            | 1            | 0          | 0          | 2                | 0                | 64      | 10      |

## روابط خارجية
- توني سيلفا على موقع thefinalball.com74832
- توني سيلفا على موقع اتحاد تركيا (لاعب) (الإنجليزية)
- توني سيلفا على موقع قاعدة بيانات كرة القدم.إي يو (الإنجليزية)
- توني سيلفا على موقع ناشيونال فوتبول تيمز (الإنجليزية)
- توني سيلفا على موقع Soccerbase.com (لاعب) (الإنجليزية)
- توني سيلفا على موقع Soccerway.com (الإنجليزية)
- توني سيلفا على موقع عالم كرة القدم.نت (الإنجليزية)
- توني سيلفا على موقع AS.com (الإسبانية)
- توني سيلفا  على سكروي
- قالب:ForaDeJogo
- Official Liverpool FC Profile